# Beauteville
Beauteville es una localidad y comuna francesa situada en el departamento de Alto Garona y la región de Mediodía-Pirineos, en el Lauragais.

## Demografía
| 133 | 121 | 93 | 81 | 101 | 104 |
| Para los censos de 1962 a 1999 la población legal corresponde a la población sin duplicidades (Fuente: INSEE [Consultar]) |     |    |    |     |     |